# Чарівний християнин
«Чарівний християнин» (англ. The Magic Christian) — британська комедія 1969 року.

## Сюжет
Найбагатша людина на планеті усиновляє бездомного хлопчика, разом з яким вони спробують довести всім, що все в цьому світі, будь то річ або людина, можна купити за гроші.

## У ролях
| Актор              | Роль                        |
| ------------------ | --------------------------- |
| Пітер Селлерс      | сер Гай Гранд               |
| Рінго Старр        | молодий Гранд               |
| Ізабель Джинс      | Дам Агнес Гранд             |
| Керолайн Блекістон | Естер Гранд                 |
| Вілфрид Хайд-Вайт  | капітан Реджинальд К. Клаус |
| Річард Аттенборо   | тренер                      |
| Леонард Фрей       | Лоуренс Фагот               |
| Лоуренс Харві      | Гамлет                      |
| Крістофер Лі       | Вампір                      |
| Спайк Мілліган     | Інспектор дорожнього руху   |
| Роман Поланскі     | пияка                       |
| Ракель Велч        | жриця кнута                 |
| Том Бойл           | Джефф                       |